# Danny Bensi
Daniel Bensi, conosciuto come Danny Bensi (Danimarca, ...), è un compositore e musicista danese.
Ha composto musiche per film, serie televisive, documentari e videogiochi, tra cui: Gli ultimi giorni nel deserto, Fear the Walking Dead e For Honor. Molte di queste composizioni in collaborazione con Saunder Jurriaans.

## Filmografia parziale

### Cinema
- La fuga di Martha (Martha Marcy May Marlene), regia di Sean Durkin (2011)
- Nor'easter, regia di Andrew Brotzman (2012)
- Magic Magic, regia di Sebastián Silva (2013)
- Enemy, regia di Denis Villeneuve (2013)
- The One I Love, regia di Charlie McDowell (2014)
- A Good Marriage, regia di Peter Askin (2014)
- Nasty Baby, regia di Sebastián Silva (2015)
- Gli ultimi giorni nel deserto (Last Days in the Desert), regia di Rodrigo García (2015)
- Jack di cuori (Jack of the Red Hearts), regia di Janet Grillo (2015)
- Regali da uno sconosciuto - The Gift (The Gift), regia di Joel Edgerton (2015)
- Christine, regia di Antonio Campos (2016)
- Vicolo cieco (A Kind of Murder), regia di Andy Goddard (2016)
- Autopsy (The Autopsy of Jane Doe), regia di André Øvredal (2016)
- Edison - L'uomo che illuminò il mondo (The Current War), regia di Alfonso Gomez-Rejon (2017)
- A Vigilante, regia di Sarah Dagger-Nickson (2018)
- Boy Erased - Vite cancellate (Boy Erased), regia di Joel Edgerton (2018)
- The Lodge, regia di Veronika Franz e Severin Fiala (2019)
- The Rental, regia di Dave Franco (2020)
- Le strade del male (The Devil All the Time), regia di Antonio Campos (2020)
- La tigre bianca (The White Tiger), regia di Ramin Bahrani (2021)
- Windfall, regia di Charlie McDowell (2022)
- God's Creatures, regia di Saela Davis e Anna Rose Holmer (2022)
- Mi ricorda qualcuno (Somebody I Used to Know), regia di Dave Franco (2023)

### Televisione
- The OA - serie TV, 7 episodi (2016-2019)
- Ozark - serie TV, 44 episodi (2017-2022)
- Fear the Walking Dead - serie TV (2018-in corso)
- American Gods - serie TV, 8 episodi (2019)
- On Becoming a God - serie TV (2019)
- NOS4A2 - serie TV, 11 episodi (2019-2020)
- The Outsider - miniserie TV (2020)
- Helstrom - serie TV (2020)
- Outer Range - serie TV (2022-in corso)
- Notte stellata (Night Sky) - serie TV (2022)
- The Staircase - Una morte sospetta (The Staircase) - miniserie TV (2022)
- Tulsa King - serie TV (2022-in corso)
- Presunto innocente (Presumed Innocent) – serie TV, 8 episodi (2024)

## Videogiochi
- For Honor (2017)

## Premi
- Canadian Screen Awards - vinto nel 2014 per Enemy, in collaborazione con Saunder Jurriaans.[3]